# الخماسين الشمالي (وادي الدواسر)
الخماسين الشمالي، هي قرية من فئة (ب) تقع في محافظة وادي الدواسر، والتابعة لمنطقة الرياض في السعودية. وتبعد الخماسين الشمالي عن محافظة وادي الدواسر بمسافة تقارب () كم.